# Juan Gregorio Bazán de Pedraza
Juan Gregorio IV Bazán de Pedraza fue Gobernador del Paraguay entre 1713 a 1717. No pudo concluir el período y lo sustituyó el general Ortiz de Ocampo.
Nacido en la ciudad argentina de La Rioja en 1650. Era hijo de don Juan Gregorio III Bazán natural de La Rioja y de Mariana de Texeda y Guzmán, quien pertenecía a una de las familias más importantes de Córdoba. Sus cuatro bisabuelos paternos fueron españoles. Uno de ellos fue un escribano real llamado Alonso de Tula y Cervín oriundo de Valladolid y radicado en La Rioja con su esposa oriunda de Sevilla.  Su abuelo materno fue el primer poeta rioplatense, Luis José de Texeda y Guzmán. Un tatarabuelo era oriundo de Dehesa, Segovia y otro tatarabuelo fue un encomendero oriundo de Guadalajara. Su bisabuelo fue el gobernador de Paraguay y Río de la Plata, Alonso de Vera Aragón y Hoces, oriundo de Villa Estepa, Sevilla. Otro tatarabuelo era oriundo de Osuna. Además, uno de sus ancestros fue Hernán Mejia de Mirabal, oriundo de Sevilla, conquistador de Tucumán y su concubina María Mancho, indígena de Santiago del Estero. 
En su haber recibió importantes tierras en la jurisdicción de Córdoba y se dedicó al comercio de mulas. Estuvo casado con Petronila de Izarra, vecina de Buenos Aires, cuya familia también se dedicaba al comercio y con quien tuvo cuatro hijos. 
Fue nombrado gobernador en 1712, cargo que asumió al año siguiente. En combinación con el gobernador de Tucumán intentó una entrada al Chaco. Fundó la ciudad paraguaya de Villeta en 1714.
Falleció el 23 de enero de 1717, dejando una fortuna calculada en más de 110.000 pesos, según un inventario realizado posterior a su muerte.